# عبد الحليم توكماكشوغلو
عبد الحليم توكماكشوغلو (مواليد 1 يوليو 1913) هو مبارز بالسيف تركي، مثّل بلاده في الألعاب الأولمبية الصيفية 1936.

## روابط خارجية
عبد الحليم توكماكشوغلو على موقع أوليمبيديا (الإنجليزية)